# 银河系象限

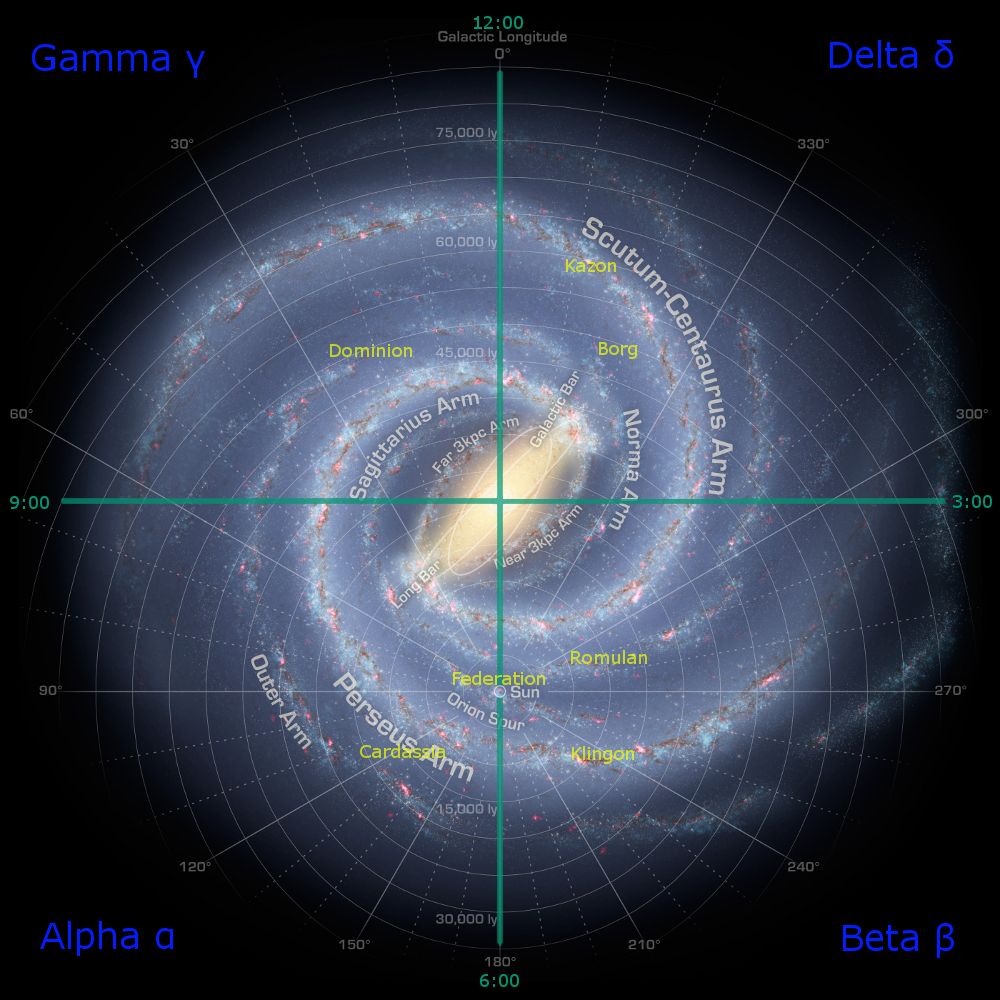
银河系象限

银河系象限在科幻系列《星际旅行》中表示的是银河系的一片区域。在《星际旅行：原初系列》中，该术语所指代的区域可以用星区取代；到了1990年代，其后续系列将银河系分为了四个象限系统，并分别以希腊字母α、β、γ和δ表示，翻译成中文则用第一象限、第二象限、第三象限和第四象限表示。
需要注意的一点是，这四个象限排列的顺序既非逆时针也非顺时针。

## 早期使用
“象限”这一术语最早出现在《原初系列》中。在“The Deadly Years”与“The Squire of Gothos”这两集中，给出了象限的个数（448个与904个）。在其他各集里，这个术语则表示银河系中四分之一的区域。第三季的《〈星际旅行：下一代〉编剧技术指南》（Star Trek: The Next Generation Writers' Technical Manual）中提到，每个星区中有四个象限。

## 银河系四象限
在《星际旅行：下一代》的一集“The Price”，第一次引入了银河系四象限的概念，并将之分别命名为第一、第二、第三、第四象限。
在电影《星际旅行VI：未来之城》中，暗指出星际联邦的领土空域横跨第一、二象限的边界。《星际旅行百科全书》认为这个设定合理化了《星际旅行II：可汗怒吼》，其中詹姆斯·柯克提到进取号是象限里面唯一的星舰。由该系列的美术员工制作的地图（在电视屏幕与出版物中均有出现）显示，第一、二象限的边界与太阳系的位置相交。

### 第一和第二象限

第一象限与第二象限势力分布图

假设银河系的零度经线从太阳系开始，并按逆时针表示角度。于是“第一象限”便是其中0到90度的区域，“第二象限”则是270度到360度的区域。
第一象限与邻近的第二象限是《星际旅行：原初系列》、《星际旅行：下一代》、《星际旅行：深空九号》与《星际旅行：进取号》中的主要设定。在《星际旅行百科全书》中，星际联邦在第一象限一侧的领空较大，在第二象限里也有部分领空；而克林贡帝国与罗慕伦帝国是第二象限的主要势力，但也渗入了第一象限。在《星际旅行：星图》（Star Trek Star Charts）中，罗慕伦和克林贡的整个空域都在第二象限中；另外，葛恩霸权、索纳联合与梅特隆共同体也位于第二象限。《星际旅行：星图》还进一步划定了第一联邦、布林、佛瑞吉、茨恩肯西、卡达西、贝久、泰莱瑞、索利安在第一象限的位置。
在《〈星际旅行〉星图》中，联邦核心世界里的瓦肯星（波江座40）、安多利星（南河三）、里沙星与参宿七星系位于第二象限，而泰拉星（天鹅座61）、楚尔星与贝塔索星则位于第一象限。
在《〈星际旅行〉星图》的第二象限里，从零度经线开始，沿联邦中心逆时针方向的是罗慕伦帝国，而和罗慕伦与联邦交界的大国便是克林贡帝国。联邦的领空在星图上已经越过了两个帝国，深入第二象限。其他的势力，诸如卡达西、索利安和佛瑞吉则在联邦的顺时针方向。弗朗兹·约瑟夫在1975年所写的《星际舰队技术指南》（Star Fleet Technical Manual）里，也有一条跨过太阳系的银河零度经线，但其中罗慕伦位于逆时针方向，克林贡位于顺时针方向。
虽然罗慕伦帝国与克林贡帝国在地图上位于第二象限，但在《星际旅行：深空九号》中却没有使用该设定，反而提到它们是第一象限的势力。罗纳德·道尔·穆尔对此解释说：“联邦、克林贡与罗慕伦位于第一象限的这件事，已经给观众留下了深刻的印象，因此我认为我们应该坚持这样的说法。”
在《下一代》的一集“最后据点”中提到：六十万年前的第一象限是由特康帝国（Tkon Empire）所控制，那对于《星际旅行》系列所处的时间来说相当久远。

### 第三象限
第三象限是处在90度到180度之间的区域。贝久虫洞从第一象限的贝久星系延伸七万光年之远，直达第三象限的艾德兰星系（Idran system）。在《星际旅行：深空九号》中对第三象限进行了探索，在第三象限的主要当地势力是自治同盟。

### 第四象限
第四象限是处在180度到270度之间的区域。关于第四象限的大部分信息均来自于《星际旅行：航海家号》。除了联邦星舰航海家号与联邦星舰春分号（USS Equinox）外，星际联邦再也没有任何船舰探索过该象限。
第四象限是博格集合体、卡松人、维汀人、泰莱克斯人、奥康帕人与希罗吉恩人居住的地方。与8472种族的第一次遭遇也发生在该象限，尽管他们不是该区域及该维度的本地种族。绝大部分的博格集合体都居住在第四象限，而他们在第二象限中也有少量空域。